# جون تشارلتون (لاعب كرة قدم)
جون تشارلتون (بالإنجليزية: John Charlton)‏ (23 مارس 1908 - 1969) هو لاعب كرة قدم بريطاني (وحمل سابقاً جنسية المملكة المتحدة لبريطانيا العظمى وأيرلندا) في مركز الدفاع. لعب مع نادي ليفربول.